# Dinophasma saginatum
Dinophasma saginatum är en insektsart som först beskrevs av Ludwig Redtenbacher 1906.  Dinophasma saginatum ingår i släktet Dinophasma och familjen Aschiphasmatidae. Inga underarter finns listade i Catalogue of Life.